# تترابامات
تترابامات (Atrium, G Tril, Sevrium) دارویی ترکیبی از فباربامات، دی‌فباربامات و فنوباربیتال است که در فرانسه و اسپانیا به بازار عرضه شد و برای درمان اضطراب، لرزش عضلانی ناشی از ترک الکل، بی قراری و افسردگی استفاده شد. در ۴ آوریل ۱۹۹۷ پس از بیش از ۳۰ سال استفاده به دلیل گزارشات هپاتیت و نارسایی حاد کبد، تا حد زیادی تجویز آن کم شد، اما به طور کامل متوقف نشد.